# Zgromadzenie Irlandii Północnej
Zgromadzenie Irlandii Północnej (ang. Northern Ireland Assembly, irl. Tionól Thuaisceart Éireann, scots Norlin Airlann Semmlie) – brytyjski parlament regionalny dla Irlandii Północnej będący wyrazem autonomii tej części państwa oraz dewolucji władzy publicznej w Zjednoczonym Królestwie. Składa się ze 108 deputowanych wybieranych na czteroletnią kadencję.
Siedzibą Zgromadzenia jest gmach Parliament Buildings położony na terenie zabytkowej posiadłości Stormont w Belfaście. Jego członkowie mają prawo dopisywać sobie post-nominal letters MLA.

## Historia
Zgromadzenie zostało powołane do życia na mocy porozumienia wielkopiątkowego z 1998 roku. W roku 2000 oraz w latach 2002–2007 jego działalność była zawieszona, podobnie jak cała autonomia Irlandii Północnej, co miało związek z poważnymi sporami między partiami unionistycznymi (opowiadającymi się za pozostawaniem Irlandii Północnej przy Wielkiej Brytanii) a republikańskimi (partiami walczącymi o jej przyłączenie do Republiki Irlandii). Ostatnie wybory miały miejsce w marcu 2007, a Zgromadzenie wznowiło prace dwa miesiące później.

## Sposób wyłaniania
W wyborach do Zgromadzenia stosuje się taki sam podział Irlandii Północnej na okręgi wyborcze jak przy wyłanianiu północnoirlandzkiej delegacji do Izby Gmin. W każdym z 18 okręgów wybiera się 6 deputowanych. Stosuje się przy tym ordynację proporcjonalną i zasadę pojedynczego głosu przechodniego. Przy przeliczaniu głosów na mandaty używana jest metoda D’Hondta.

## Kompetencje
Przepisy o autonomii Irlandii Północnej wprowadzają trzy kategorie dziedzin: przeniesione (transferred), zastrzeżone (reserved) i wyłączone (excepted). W sprawach przeniesionych, Irlandia Północna posiada swobodę kształtowania swojego porządku prawnego, zaś władzę wykonawczą sprawuje jej autonomiczny rząd. Sprawy zastrzeżone obecnie regulowane są jeszcze przez władze w Londynie, jednak mogą zostać przeniesione na szczebel władz autonomicznych w przyszłości. W sprawach wyłączonych władze centralne Wielkiej Brytanii zamierzają na stałe zachować swoje kompetencje.

### Kwestie przeniesione
- edukacja
- zdrowie
- rolnictwo
- przedsiębiorczość, handel i inwestycje
- środowisko naturalne
- rozwój regionalny (w tym transport)
- zatrudnienie
- finanse
- rozwój społeczny
- kultura, sztuka i sport

### Kwestie zastrzeżone
- prawo karne
- policja
- nawigacja i lotnictwo cywilne
- handel międzynarodowy i rynki finansowe
- poczta i telekomunikacja
- szelf kontynentalny i dno morza
- przepisy odnośnie do biernego prawa wyborczego do Zgromadzenia Irlandii Północnej
- sprawy konsumenckie
- własność intelektualna

### Kwestie wyłączone
- sukcesja królewska
- stosunki międzynarodowe
- obrona i siły zbrojne
- polityka narodowościowa, obywatelstwo i imigracja
- podatki o zasięgu obejmującym całą Wielką Brytanię
- organizacja wyborów
- polityka walutowa
- odznaczenia